# Haplospiza unicolor
Haplospiza unicolor là một loài chim trong họ Thraupidae.